# Долгое (Нежинский район)
Долгое (укр. Довге) — село в Нежинском районе Черниговской области Украины. Население 15 человек. Занимает площадь 0,015 км².
Код КОАТУУ: 7423380403. Почтовый индекс: 16652. Телефонный код: +380 4631.

## Власть
Орган местного самоуправления — Безугловский сельский совет. Почтовый адрес: 16652, Черниговская обл., Нежинский р-н, с. Безугловка, ул. Горького, 60а.